# Nosperk
Nosperk je přírodní rezervace severovýchodně od obce Němčičky v okrese Břeclav. Chráněné území je v péči Krajského úřadu Jihomoravského kraje.

## Předmět ochrany
Důvodem ochrany je uchování dřínové (Cornus), habrové (Carpinus) a bukové (Fagus) doubravy se zachovalým bohatým podrostem a četnými palouky se vzácnou květenou.